# Edward Auer
Edward Auer (ur. 7 grudnia 1941 w Nowym Jorku) – amerykański pianista i pedagog muzyczny; laureat wielu konkursów pianistycznych, w tym V nagrody na VII Międzynarodowym Konkursie Pianistycznym im. Fryderyka Chopina (1965).

## Życiorys

### Młodość i wykształcenie
Naukę gry na fortepianie rozpoczął w wieku sześciu lat w Los Angeles. Później uczył się także teorii muzyki i kompozycji. Odbył studia pianistyczne w Juilliard School w Nowym Jorku (tytuł Bachelor of Music w 1966). Dodatkowo kształcił się na kursach mistrzowskich m.in. u Vlado Perlemutera.
W 1964 roku wystąpił na koncercie Młodych Talentów w Nowym Jorku i po raz pierwszy zagrał w Carnegie Hall. W 1965 dał recital w Metropolitan Museum of Art. W sezonie artystycznym 1965/1966 odbył tournée koncertowe po USA i Kanadzie.

### Kariera pianistyczna
W trakcie swojej kariery wystąpił na wielu konkursach pianistycznych:
- Konkurs Młodych Artystów zorganizowany przez Occidental College w Kalifornii (1956) – I nagroda
- VII Międzynarodowy Konkurs Pianistyczny im. Fryderyka Chopina (1965) – V nagroda
- Międzynarodowy Konkurs Pianistyczny im. Ludwiga van Beethovena w Wiedniu (1965) – II nagroda
- III Międzynarodowy Konkurs Muzyczny im. Piotra Czajkowskiego (1966) – V nagroda (ex aequo z Jamesem Dickem)
- Międzynarodowy Konkurs im. Marguerite Long i Jacques’a Thibaud (1967) – I nagroda
- Międzynarodowy Konkurs Muzyczny im. Królowej Elżbiety Belgijskiej (1968) – VII nagroda

Po sukcesach konkursowych występował w ponad 30 krajach w Europie, Ameryce Północnej i Azji. W Polsce koncertował ponad dwadzieścia razy, m.in. w Filahromonii Narodowej, sali koncertowej Towarzystwa im. Fryderyka Chopina i trzykrotnie na Międzynarodowym Festiwalu Chopinowskim w Dusznikach-Zdroju. Był też zapraszany do grona jurorów Konkursów Chopinowskich (XI i XIV edycji) i Konkursu im. Marguerite Long i Jacques’a Thibauda w Paryżu.
Jest profesorem fortepianu na Indiana University w USA.

## Repertuar i dyskografia
W jego repertuarze są utwory m.in. Fryderyka Chopina, Roberta Schumanna, Wolfganga Amadeusa Mozarta, Maurice’a Ravela, Siergieja Rachmaninowa i Ludwiga van Beethovena. Nagrał wiele płyt dla różnych firm fonograficznych (m.in. Polskie Nagrania „Muza”, RCA Records, Camerata Records).